# 若林龍
若林 龍（わかばやし りゅう、2000年5月7日 - ）は、愛知県出身のサッカー選手。セルビア・スーペルリーガ・FK IMT所属。ポジションはミッドフィールダー。

## 来歴
桐蔭学園高校では2年時に全国高等学校サッカー選手権大会に出場。卒業後は法政大学に進学し、同大サッカー部でプレーした。2022年10月11日、2023年シーズンからのSC相模原加入内定が発表された。
2023年4月2日、J3リーグ第5節のアスルクラロ沼津戦でJリーグデビューを飾った。
2024年11月27日、契約満了で相模原を退団する旨が発表された。在籍2シーズンでJ3リーグ33試合に出場し、2ゴールを記録した。
2025年1月31日、モンテネグロのFKイェゼロと契約。
2025年7月8日、セルビアのFK IMTに移籍した。

## 所属クラブ
- フェルボール愛知
- 桐蔭学園高等学校
- 法政大学
- 2023年 - 2024年  SC相模原
- 2025年  FKイェゼロ
- 2025年 -  FK IMT

## 個人成績
| 国内大会個人成績 | 国内大会個人成績 | 国内大会個人成績 | 国内大会個人成績 | 国内大会個人成績 | 国内大会個人成績 | 国内大会個人成績 | 国内大会個人成績 | 国内大会個人成績 | 国内大会個人成績 | 国内大会個人成績 | 国内大会個人成績 |
| 年度             | クラブ           | 背番号           | リーグ           | リーグ戦         | リーグ戦         | リーグ杯         | リーグ杯         | オープン杯       | オープン杯       | 期間通算         | 期間通算         |
| 年度             | クラブ           | 背番号           | リーグ           | 出場             | 得点             | 出場             | 得点             | 出場             | 得点             | 出場             | 得点             |
| 日本             | 日本             | 日本             | 日本             | リーグ戦         | リーグ戦         | リーグ杯         | リーグ杯         | 天皇杯           | 天皇杯           | 期間通算         | 期間通算         |
| ---------------- | ---------------- | ---------------- | ---------------- | ---------------- | ---------------- | ---------------- | ---------------- | ---------------- | ---------------- | ---------------- | ---------------- |
| 2023             | 相模原           | 20               | J3               | 19               | 2                | -                | -                | 2                | 1                | 21               | 3                |
| 2024             | 相模原           | 20               | J3               |                  |                  |                  |                  |                  |                  |                  |                  |
| 通算             | 日本             | 日本             | J3               | 19               | 2                | -                | -                | 2                | 1                | 21               | 3                |
| 総通算           | 総通算           | 総通算           | 総通算           | 19               | 2                | -                | -                | 2                | 1                | 21               | 3                |

## タイトル

### クラブ
法政大学
- 総理大臣杯全日本大学サッカートーナメント（2021年）